# Datation par le déséquilibre radioactif
La datation par le déséquilibre radioactif est un ensemble de méthodes de datation radiométrique qui reposent sur la radioactivité des isotopes 235 (demi-vie : 7,04 × 108 ans) et 238 (demi-vie : 4,5 × 109 ans) de l'uranium. Contrairement à la datation uranium-plomb, elle ne se base pas sur l'accumulation du produit final stable des chaînes de désintégration de l'uranium 235 et 238 en plomb 207 et en plomb 206, mais sur les produits intermédiaires radioactifs tels que le thorium 230 ou le plomb 210. Des éléments de cette famille de méthodes peuvent être employés pour déterminer des âges allant de quelques décennies à quelques centaines de milliers d'années.

## Principe

Famille radioactive de l'uranium 235.

Famille radioactive de l'uranium 238.

Dans un système fermé, la désintégration des atomes d'uranium a pour conséquence la formation d'éléments intermédiaires en équilibre séculaire et l'accumulation du produit stable final, plomb 206 et plomb 207. Dans un système ouvert en revanche, comme les différents éléments n'ont pas les mêmes propriétés physico-chimiques, certains éléments sont séparés de leur père et leur quantité ne fait dès lors que décroitre. Connaissant la constante de désintégration et la quantité initialement présente de l'élément séparé dans l'échantillon, on peut alors déterminer son âge en en mesurant la quantité restante. En pratique, seules les chaînes de désintégration de l'uranium sont utilisées, celle du thorium 232 ne comptant que des éléments à vie brève.

## Exemples

### Techniques basées sur la dissolution des éléments dans l'eau
L'uranium est soluble dans l'eau et se trouve donc présent dans l'eau de mer, à une concentration faible mais mesurable. En revanche, le thorium et le protactinium s'adsorbent sur des particules qui l'entraînent rapidement vers les fonds marins. Un échantillon qui se forme à partir des éléments présents dans l'eau de mer contiendra initialement de l'uranium, mais pas de thorium ni de protactinium, qui vont s'y accumuler au fur et à mesure de la disparition de l'uranium. La technique peut également s'appliquer à la datation de stalagmites et de stalactites.

#### Méthode234U-230Th
Cette méthode utilise la famille de l'uranium 238 qui a parmi ses descendants l'uranium 234, qui a une demi-vie de 245 500 ans et se transmute en thorium 230 qui a une demi-vie de 75 380 ans. Le cas échéant, on peut s'assurer de l'absence de contamination par du thorium 230 exogène en s'assurant de l'absence de thorium 232 dans l'échantillon. La méthode est donc adaptée pour mesurer des âges de l'ordre de la centaine de milliers d'années, échelle de temps pour laquelle on peut considérer que la quantité d'uranium 238 ne varie pas. 

#### Méthode231Pa-235U
La méthode est analogue à celle de la datation  234U-230Th, mais elle utilise un élément de la famille de l'uranium 235, le protactinium 231, qui a une demi-vie de 32 760 ans et qui permet donc de déterminer des âges du même ordre de grandeur qu'avec le thorium 230.

#### Méthode234U-238U
La datation uranium-uranium repose sur la chaîne de désintégration de l'uranium 238 et peut être utilisée pour déterminer des âges aux alentours de 450 000 ans, pour lesquels la méthode uranium-thorium atteint ses limites. Elle présente cependant des sources d'incertitudes importantes, car le rapport des deux isotopes peut varier, par exemple à cause de lessivages.

### Techniques basées sur la précipitation des éléments formés
Contrairement aux exemples présentés ci-dessus, on s'intéresse ici au thorium 230 et au protactinium 231 non solubles, qui se retrouvent séparés de leur père dans des sédiments et dont la quantité ne peut donc que décroître. En supposant constant l'apport de ces éléments dans les sédiments, on peut déterminer l'âge d'une couche à une profondeur donnée en y comparant l'activité de l'isotope utilisé par rapport à celle mesurée sur la couche superficielle.

#### Méthodes du230Th et du231Pa
Comme dans les cas exposés plus haut, le thorium 230 et le protactinium 231 permettent d'estimer des âges de l'ordre de la centaine de milliers d'années.

#### Méthodes du234Th et du228Th
Le thorium 234 est le fils de l'uranium 238. Sa demi-vie de 24,1 jours ne le rend guère utile qu'à l'étude de phénomènes très brefs. Le thorium 228 (demi-vie : 1,9 an) fait partie de la chaîne de désintégration du thorium 232, qui ne reste pas en solution et précipite au fond des océans. En revanche, comme le thorium 228 est fils du radium 228 (demi-vie : 5,7 ans) qui lui est soluble et mobile dans l'eau, celui-ci provoque la formation de thorium 228 à moyenne profondeur, que l'on peut donc utiliser pour dater des sédiments dont l'âge est de l'ordre de l'année.

### Techniques basées sur les descendants du radon

#### Méthode du210Pb
La chaîne de désintégration de l'uranium 238 comprend le radon 222 (demi-vie : 3,82 jours) qui est gazeux et s'échappe donc dans l'atmosphère. Celui-ci se désintègre en des atomes de durées de vie de l'ordre de l'heure, qui se fixent sur les aérosols de l'atmosphère et finissent par donner du plomb 210 (demi-vie 22,2 ans), qui est ramené sur le sol par les précipitations. On peut notamment l'utiliser en glaciologie.

## Exemples d'applications
- En 2019, des fossiles d'Homo luzonensis découverts aux Philippines ont été datés par le déséquilibre radioactif à plus de 67 000 ans[2].
- En 2019, une demi-mandibule fossile d'Homme de Denisova découverte sur le plateau tibétain a été datée de 160 000 ans par la méthode du déséquilibre radioactif[3].